# Eduard Bass

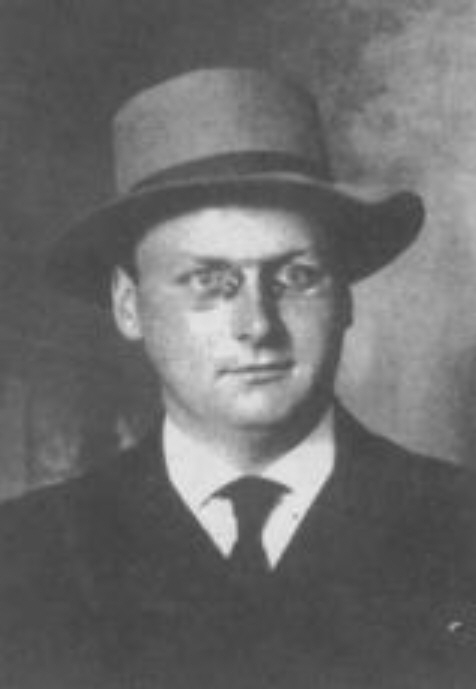
Eduard Bass

Eduard Bass, bürgerlich Eduard Schmidt (* 1. Januar 1888 in Prag; † 2. Oktober 1946 ebenda), war ein tschechischer Schriftsteller, Journalist, Sänger, Schauspieler, Rezitator, Conférencier und Texter. Seinen Künstlernamen verdankte er seiner Gesangsstimme.

## Leben
Bass stammt aus einer deutschböhmischen Familie, die sich zur tschechischen Nation zählte. Er besuchte zunächst die Prager Handelsakademie und dann das Eidgenössische Polytechnikum in Zürich, ehe er 10 Jahre als Handelsvertreter bei der väterlichen Bürstenbinderei tätig war. In den Jahren 1905/06 war er in München tätig und lernte dort das Kabarett kennen. Zurückgekehrt nach Prag trat er ab 1910 als Rezitator und Sänger im Kabarett Weißer Schwan (Bílá labuť) in Prag auf. Er war Mitbegründer des Kabaretts Die Rote Sieben (Červená sedma). In dieser Zeit begann auch die langjährige Arbeit mit dem tschechischen Theaterregisseur, Kabarettisten und Schauspieler Emil Artur Longen. Gleichzeitig war er Mitarbeiter bei satirischen Zeitschriften und war zusammen mit anderen Karikaturisten Herausgeber der Flugblätter.
Von 1921 bis 1942 war er Feuilletonist, Reporter, Gerichtsberichterstatter und Theaterkritiker. Aus seiner Feder stammen Kabaretttexte in der Edition Syrinx. Bass war auch Herausgeber der satirischen Zeitschrift Galgen (Šibeničky). Später wurde er Direktor der Prager Kabaretts Schwarze Sieben und Rokoko.
Von 1920 bis 1933 wirkte er als Redakteur der „Volkszeitung“ (Lidové noviny). Seit 1933 war er Chefredakteur der Zeitung. In dieser Funktion war er bis 1942 tätig. Bass war ein entschiedener Anhänger des neuen demokratischen tschechoslowakischen Staates. Als ab 1939 die jüdischen Mitarbeiter die Zeitung verlassen mussten, war Bass damit zwar nicht einverstanden, kämpfte dagegen jedoch nicht an, resignierte auf der anderen Seite aber auch nicht in seiner Funktion. In seiner Romanchronik Circus Humberto kam der Wille tschechischer Selbstbehauptung und das Lob des Fleißes und der Ausdauer des „kleinen tschechischen Mannes“, der vom Maurer zum Zirkusdirektor aufsteigt, zum Ausdruck. In der zweiten Hälfte der 1920er Jahre war Bass Teilnehmer an den Treffen der informellen Stammtischgruppe Prager Intellektueller Pátečníci.
Neben zahlreichen Büchern, schrieb er Geschichten, die erst nach seinem Tod als Sammelwerke herausgegeben wurden. Daneben sang er einige Chansons, spielte in Sketchen und Coupletts mit. Einige wurden zu Volksstücken.

## Werke
Seine Feuilletons, Anekdoten, Humoresken und Satiren beziehen ihre Stoffe hauptsächlich aus der Prager Kunstszene, seine Reportagen und Grotesken auch aus dem Sportgeschehen.
- Fanynka a jiné humoresky, 1917, Verfilmung: Tschechoslowakei 1987 (TV, Regie: Jaroslav Dudek)
- Jak se dělá kabaret?, 1917
- Náhrdelník: Detektivní komedie o jednom aktu, 1917
- Letáky, 1917-19, 1920
- Případ v čísle 128 a jiné historky, 1921
- Klapzubova jedenáctka, 1922 (dt. Klapperzahns Wunderelf, 1935, 1984, Neuausgabe Wuppertal 2007), Verfilmung: Tschechoslowakei 1938 (Regie: Ladislav Brom), Tschechoslowakei 1967 (TV, Regie: Eduard Hofman)
- To Arbes nenapsal, Vrchlický nezbásnil, literarische Parodien 1930
- Umělci, mecenáši a jiná čeládka, 1930
- Šest děvčat Williamsonových
- Potulky pražského reportéra
- Holandský deníček, 1930
- Divoký život Alexandra Staviského, 1934
- Čtení o roce osmačtyřicátém, 1940
- Potulky starou Prahou – vycházelo v letech 1921 – 1941, (dt. Schlendereien durch das alte Prag)
- Cirk Umberto, Roman 1941 (dt. Zirkus Humberto, 1951), Verfilmung: Tschechoslowakei 1988 (Fernsehserie, Regie: Frantisek Filip)
- Lidé v Maringotkách – Též Lidé z maringotek, 1942 (dt. Der Komödiantenwagen, 1958), Verfilmung: Tschechoslowakei 1966 (Regie: Martin Frič)
- Kázáníčka, 1946
- Das Märchenschiff (dt. 1959)